# Engrenage soleil et planète

Animation schématique de l'entraînement soleil et planète de Watt. Le « soleil » est en jaune, la « planète » en rouge, la manivelle du balancier est bleue, le volant est en vert et l'arbre entraîné en gris. observez que le soleil et le volant tournent deux fois plus vite que la planète.

La transmission par engrenage soleil et planète était utilisée pour convertir un mouvement de translation vertical en un mouvement de rotation, en sortie d'un dispositif utilisant une machine à vapeur à balancier.
Elle fut imaginée par l'ingénieur écossais William Murdoch, employé par la société Boulton and Watt, mais fut brevetée par James Watt en octobre 1781.
Le but était de contourner le brevet protégeant la bielle-manivelle.
Elle joua un rôle important dans le développement de la locomotive à vapeur et d'autre machines à mouvement de rotation au cours de la Révolution industrielle.
L'engrenage soleil et planète convertissait le mouvement de translation verticale d'un connecteur, développé par une petite machine à vapeur, en mouvement circulaire, par l'intermédiaire d'une roue ou « planète », fixée à l'extrémité du connecteur (assujetti au balancier du moteur). Au gré du mouvement du balancier, elle accomplissait une révolution complète, en entraînant en rotation une roue de même diamètre et même nombre de dents, le « soleil », qui faisait tourner un volant et un arbre, développant de l'énergie de rotation. Un aspect intéressant de ce dispositif par rapport à une simple manivelle, est que lorsque soleil et planète ont le même nombre de dents, l'arbre accomplit deux révolutions pour chaque oscillation du balancier du moteur et non une seule.